# President Coolidge, Taken on the White House Ground
President Coolidge, Taken on the White House Ground is een Amerikaanse korte film uit 1924. De film duurt 4 minuten en bestaat volledig uit een opname van president Calvin Coolidge, die een speech geeft. Het is de eerste filmopname van een Amerikaanse president met geluidsopname.

## Verwijzingen
- (en)   President Coolidge, Taken on the White House Ground in de Internet Movie Database
- President Coolidge, Taken on the White House Ground op Internet Archive